# Cassa integrazione guadagni
La cassa integrazione guadagni o CIG è un istituto previsto dalla legislazione italiana consistente in una prestazione economica, erogata dall'INPS o dall'INPGI, a favore dei lavoratori sospesi dall'obbligo di eseguire la prestazione lavorativa o che lavorino a orario ridotto. Si distingue tra ordinaria o CIGO (con risorse degli stessi INPS o INPGI) e straordinaria o CIGS (con risorse del Ministero del lavoro e delle politiche sociali).
La ratio legis è quella di venire incontro alle aziende che si trovino in momentanea difficoltà, sgravandole in parte dei costi della manodopera temporaneamente non utilizzata.
Si stima che nei primi 11 mesi del 2012 le ore di cassa integrazione siano state 1 004 milioni.

## Disciplina normativa
L'istituto fu introdotto nell'ordinamento con decreto legislativo del Capo provvisorio dello Stato n. 869 del 12 agosto 1947, che conteneva disposizioni sulle integrazioni salariali, successivamente ratificato con modifiche dalla legge n. 498 del 21 maggio 1951.
L'art. 1 della legge 20 maggio 1975, n. 164, aggiorna i presupposti applicativi della CIG in relazione alla precaria situazione socio-economica degli anni 1970, prevedendo interventi di integrazione salariale a favore degli operai dipendenti da imprese industriali che siano sospesi dal lavoro o effettuino prestazioni di lavoro a orario ridotto, e precisamente:
- integrazione salariale ordinaria per contrazione o sospensione dell'attività produttiva, per situazioni aziendali dovute ad eventi transitori e non imputabili all'imprenditore o agli operai, ovvero determinate da situazioni temporanee di mercato.
- integrazione salariale straordinaria per crisi economiche settoriali o locali, per ristrutturazioni, riorganizzazioni o conversioni aziendali.

La CIG si può applicare "a zero ore" (in caso di sospensione totale dal lavoro) o a sospensione parziale. Può altresì essere di procedura ordinaria o straordinaria, rispettivamente attivabili a fronte di determinate causali.
La legge 23 luglio 1991 n. 223 ha poi modificato alcuni parametri restringendo i tempi di concessione della CIG, al fine di reprimere eventuali abusi.

## Cassa integrazione guadagni ordinaria (CIGO)
La CIG ordinaria, originariamente prevista per i lavoratori del settore industriale ed edile, comprende un vasto campo di applicazione di diverse attività. È dedicata ai lavoratori assunti con contratto di lavoro subordinato, compresi gli apprendisti con contratto di apprendistato professionalizzante, con esclusione dei dirigenti.
È attivabile a fronte di eventi transitori non imputabili all'azienda o agli addetti, come una crisi temporanea di mercato, includendo anche le intemperie stagionali. Nello specifico sono ricomprese le seguenti fattispecie:
- mancanza di lavoro/commesse e crisi di mercato;
- fine cantiere, fine lavoro, fine fase lavorativa, perizia di variante e suppletiva al progetto;
- mancanza di materie prime o componenti;
- eventi meteo;
- sciopero di un reparto o di altra impresa;
- incendi, alluvioni, sisma, crolli, mancanza di energia elettrica, impraticabilità dei locali, anche per ordine della pubblica autorità - sospensione o riduzione dell'attività per ordine della pubblica autorità per cause non imputabili all'impresa o ai lavoratori;
- guasti ai macchinari - manutenzione straordinaria,
- epidemie o pandemie.

La durata massima della CIGO è di 3 mesi continuativi eccezionalmente prorogati trimestralmente (di tre mesi in tre mesi) fino al massimo complessivo di un anno (52 settimane); nel biennio mobile è di 13 settimane consecutive prorogabili.

## Settori esclusi
I comparti del commercio, dei servizi, dell'agricoltura (a parte le imprese agricole in forma cooperativa) non hanno la CIGO. I settori (comparti industria ed edilizia) che, ad aprile 2020, ne sono invece dotati sono descritti qui pagina INPS. L'artigianato ha un ammortizzatore, denominato in maniera diversa, ma sostanzialmente equivalente alla CIGO.
Un altro vincolo esistente, a parte i comparti, riguarda il numero di addetti dell'impresa, per cui è necessario un numero minimo per poterla richiedere.

### Trattamento
A carico dell'INPS, è corrisposto entro i limiti di un massimale mensile stabilito di anno in anno. Per il 2016 il massimale delle retribuzioni fino a euro 2.102,24, è di euro 971,71 (euro 914,96 al netto del 5,84%) per la generalità dei settori, ed euro 1.166,05 (euro 1.097,95 al netto del 5,84%) per il settore edile. Invece per le retribuzioni oltre euro 2.102,24, è di euro 1.167,91 (euro 1.099,60 al netto del 5,84%) per la generalità dei settori, ed euro 1.401,49 (euro 1.319,64 al netto del 5,84%) per il settore edile.

## Cassa integrazione guadagni straordinaria (CIGS)
Quella straordinaria invece può essere disposta nei casi di:
- ristrutturazione, riorganizzazione o riconversione aziendale
- casi di crisi aziendale di particolare rilevanza settoriale o territoriale
- contratto di solidarietà

L'impresa ai fini dell'ammissione deve "presentare un piano di interventi volto a fronteggiare le inefficienze della struttura gestionale o produttiva e deve contenere indicazioni sugli investimenti e sull'eventuale attività di formazione dei lavoratori".
Viene finanziata dal Ministero del lavoro e delle politiche sociali. Possono avere accesso alla CIG straordinaria soltanto le imprese che abbiano occupato più di 15 lavoratori nel semestre precedente la richiesta. Quando l'impresa ricorre a questa procedura deve farne preventiva comunicazione alle rappresentanze sindacali, cui può fare seguito un esame congiunto e la creazione di un programma per fronteggiare le conseguenze sul piano sindacale. Le imprese che possono ricorrere alla CIGS principalmente quelle attive nell'industria e nei servizi, tuttavia, con la legge n.155 del 23 aprile 1981, tale tutela è stata estesa ai dipendenti delle imprese appaltatrici di servizi di mensa o ristorazione o di vigilanza la cui attività ha risentito della contrazione o sospensione delle attività dell'impresa a cui si svolgevano i servizi, imprese di commercializzazione del prodotto e di quelle dell'indotto. Nel tempo ulteriori estensioni hanno coinvolto le aziende di logistica e trasporto e quelle del turismo con più di 50 dipendenti. Inoltre trovano tutela le imprese di trasporto aereo e di gestione dei servizi aeroportuali nonché i partiti e i movimenti politici e le loro rispettive articolazioni e sezioni territoriali.

### Beneficiari
Data la sua funzione di ammortizzatore sociale volto a coprire le eccedenze di personale che si pensa possano rioccupare alla fine della CIGS il loro posto di lavoro, è stata effettuata una notevole estensione normativa riguardo alle imprese che possono avvalersi di tale trattamento.
Sul lato dei lavoratori invece possono beneficiarne operai, impiegati (anche con contratto a tempo determinato) e quadri intermedi. Restano esclusi i dirigenti. Con la riforma del 2015 sono stati ricompresi i giovani assunti con contratto di apprendistato professionalizzante.

### Durata
Mentre prima del 1991 la CIGS veniva concessa a suon di proroghe dalla pubblica amministrazione, creando notevoli abusi e irregolarità, dopo la riforma sono stati inseriti limiti fissi prorogabili solo in via eccezionale. In particolare: nel caso di ristrutturazione, riorganizzazione o riconversione aziendale il limite massimo è di due anni consecutivi, prorogabili due volte per un anno ciascuna. In caso di crisi, il limite massimo è di un anno consecutivo, prorogabile di un ulteriore anno. Nel caso di imprese fallite ammesse al concordato preventivo, il limite massimo è di un anno, prorogabile di 6 mesi.
In deroga ai normali limiti di durata, nel caso di imprese con eccedenza di personale, il ministero del Lavoro può concedere una proroga di 12 mesi, a condizione che l'impresa sia giunta a un accordo collettivo, stabilendo un programma di fronteggiamento di tale eccedenza. La durata dell'integrazione straordinaria non può superare i 36 mesi nell'arco di un quinquennio, compresi eventuali periodi di CIG ordinaria. In casi eccezionali, previsti dal CIPE anche tale limite può essere superato.

### Procedura
La procedura è simile per molti aspetti alla concessione della CIGO. Il datore di lavoro provvede, una volta deciso di richiedere la CIGS, alla consultazione sindacale, requisito determinante per la concessione della CIGS.
Successivamente, invia la domanda di esame congiunto della situazione aziendale al Ministero del Lavoro contenente (ovvero alla Regione qualora l'intervento sia richiesto per unità produttive collocate in una sola regione):
- la dichiarazione di aver impiegato almeno 15 dipendenti nell'ultimo semestre
- la dichiarazione di aver provveduto alla consultazione aziendale
- il programma da attuare (comprendente fra l'altro durata e numero dei lavoratori da sospendere)
- i termini

La scelta dei lavoratori, questione molto delicata a livello sociale, viene stabilita in sede di consultazione sindacale dal datore di lavoro, che potrà adottare il sistema che più ritiene opportuno purché sia oggettivamente non contrario allo Statuto dei Lavoratori e funzionale all'impresa: il sistema più utilizzato è quello della rotazione a tempo. In particolare, prima del 1991, se il datore di lavoro sceglieva arbitrariamente i lavoratori per qualità personali (razza, sesso ecc.) non inerenti alla loro occupazione professionale o agiva contrariamente agli accordi sindacali senza un motivo oggettivo, era tenuto al solo risarcimento; attualmente invece se manca un accordo senza un motivo valido o viene infranto, il giudice di merito può adottare in via giudiziale il sistema a rotazione.

## Trattamento
Il datore paga come nella cassa integrazione il trattamento anticipando la spesa che verrà rimborsata: se oggettivamente la spesa è impossibile per mancanza di liquidità, provvede direttamente la finanza pubblica. 

I lavoratori percepiscono quanto spetta loro per contratto per le ore prestate e l'80% dell'ammontare globale per le ore che avrebbero dovuto prestare; in rapporto alla fascia retributiva di appartenenza vengono riconosciute spettanti cifre lorde pari a due fasce retributive; vengono integrate nelle festività o la malattia, mentre viene computata la maternità.
Viene detratta dall'integrazione salariale ogni attività lavorativa di ripiego svolta nel frattempo dal lavoratore, il quale deve darne comunicazione alla sede provinciale dell'INPS. La mancata comunicazione fa venir meno l'integrazione. I lavoratori cassaintegrati decadono inoltre dal beneficio se:
- non partecipano a corsi di riqualificazione professionale o di aggiornamento
- non accettano offerte di lavoro migliori o simili a quella precedente
- rifiutano di svolgere attività lavorative di pubblica utilità offerte dallo Stato (in particolare, queste attività sono ammortizzatori sociali concessi dallo Stato, con un orario non minore di 20 ore settimanali e non maggiore di 8 giornaliere. Queste attività sono pagate per i giorni festivi e di malattia, ma non per assenze anche giustificate. Non si instaura alcun rapporto di lavoro tra lo Stato e i lavoratori e non può durare più di sei mesi).

## Finanziamento
La cassa integrazione ordinaria è pagata da ogni impresa con un contributo ordinario sul monte retribuzioni lordo e con un contributo addizionale sulle integrazioni salariali anticipate. Il contributo ordinario è pari al 2,20% o all'1,9% del monte retribuzioni lordo rispettivamente per le imprese con più di 50 dipendenti o fino a 50. Quello addizionale è rispettivamente pari all'8% o al 4% delle integrazioni salariali da corrispondere.
L'intervento straordinario è finanziato dai datori di lavoro e dai lavoratori con un contributo rispettivamente pari allo 0,6% e allo 0,3% della retribuzione lorda. Anche nella CIGS vi è inoltre un onere a carico dell'impresa, pari al 4,5% o al 3% delle integrazioni salariali, da anticipare rispettivamente per quelle con più di 50 o fino a 50 dipendenti. L'ammontare del contributo addizionale è raddoppiato nel caso di mancata ottemperanza del decreto ministeriale. È comunque raddoppiato del 50% se il trattamento si protrae oltre 24 mesi.

### Riferimenti normativi
- Art. 9-bis del Decreto-Legge 3 settembre 2019, n. 101 - Disposizioni urgenti per la tutela del lavoro e per la risoluzione di crisi aziendali.
- Decreto legislativo 14 settembre 2015, n. 148 - Disposizioni per il riordino della normativa in materia di ammortizzatori sociali in costanza di rapporto di lavoro, in attuazione della legge 10 dicembre 2014, n. 183.
- Legge 10 dicembre 2014, n. 183 - Deleghe al Governo in materia di riforma degli ammortizzatori sociali, dei servizi per il lavoro e delle politiche attive, nonché in materia di riordino della disciplina dei rapporti di lavoro e dell'attivita' ispettiva e di tutela e conciliazione delle esigenze di cura, di vita e di lavoro.